# Товака-самітник
Товака-самітник (Chamaeza meruloides) — вид горобцеподібних птахів родини мурахоловових (Formicariidae).

## Поширення
Ендемік Бразилії. Живе у вологому атлантичному лісі на південному сході країни.

## Опис
Птах завдовжки 19-19,5 см, вагою 66—77 г. Тіло міцне з короткими закругленими крилами, довгими і сильними ніжками і коротким квадратним хвостом. Спина, голова, крила коричневі. Хвіст червонувато-коричневий. Надбрівна смуга, щоки та горло білого кольору. Груди та черево строкаті, білі з коричневим. Дзьоб тонкий, чорного кольору.

## Спосіб життя
Мешкає у вологих лісах з густим підліском. Трапляється поодинці або парами. Більшу частину дня проводить на землі, шукаючи поживу, рухаючись досить повільно і обережно, готовий сховатися в гущавині підліску за найменшої небезпеки. Живиться комахами та іншими дрібними безхребетними.